# Nuestra Señora del Carmen (1770)
La HMS Carmen fue una fragata que, en su última etapa útil, sirvió a la Royal Navy después de ser capturada a la Armada Española en abril de 1800. Bautizada como Nuestra Señora del Carmen, fue construida en 1770 en los astilleros de Ferrol.

## Historia
En abril de 1800, el HMS Emerald se encontraba de servicio en el bloqueo en Cádiz como parte de un escuadrón bajo el mando del contralmirante John Thomas Duckworth e incluyendo los navíos de línea Leviathan y Swiftsure y el brulote Incendiary. El 5 de abril, el escuadrón avistó en la bahía de Cádiz un convoy español compuesto por trece barcos mercantes y tres fragatas que lo acompañaban, y se decidieron a perseguirlo inmediatamente. Tanto el Leviathan como el Emerald abrieron fuego contra el aparejo de dos fragatas españolas para deshabilitarlas; poco después, ambas fragatas españolas se rindieron.
La fragata española Nuestra Señora del Carmen, mandada por el capitán Fraquin Porcel, navegaba de Cádiz a Lima con un cargamento de 1500 quintales de mercurio así como armas almacenadas para servicio extranjero. Llevaba como pasajero a don Pedro Ynsencio Bejarano, arzobispo de Buenos Aires. Antes de rendirse, durante el combate perdió a 11 hombres y tuvo 16 heridos. La otra fue la Santa Florentina, con el capitán Manuel Norantes, que fue uno de los diez heridos que tuvo el navío, así como sus segundos capitanes.
El 7 de abril, los británicos navegaron a Gibraltar con ambas fragatas como botín de guerra. A su llegada, se encontraron con el Incendiary, que había llegado a puerto el día anterior con dos embarcaciones capturadas propias. En total, el pequeño escuadrón británico logró capturar nueve buques mercantes y dos fragatas. La Royal Navy tomó ambas fragatas en servicio.
Tras su paso a la armada británica, tuvo como primer capitán a William Selby, quien se dirigió al escenario mediterráneo con la transformada HMS Carmen en diciembre de 1800, realizando tareas de vigilancia y capturando algunos buques mercantes durante 1801. Algunos de ellos fueron: el 6 de abril la goleta española San Josef; el 23 de mayo, el místico español Juan Bautista; el 28 de mayo, las goletas Primavera y Concevida; o el 21 de junio, una tartana española de nombre desconocido, procedente de Algeciras con destino a Málaga.
En diciembre de 1801, el navío fondeó en el puerto de Portsmouth. La Royal Navy y el comisionado de la propia armada la dio de baja y fue desguazada y vendida por piezas en febrero de 1802.